# Miloš Šestić
Miloš Šestić (Banja Luka, 8 agosto 1956) è un ex calciatore jugoslavo, dal 2006 serbo.

## Carriera
Debutta da professionista nel 1973 con la Stella Rossa, di cui diventa una delle bandiere, disputando più di 200 partite, vincendo quattro campionato di Jugoslavia e due Coppe di Jugoslavia. Con la squadra di Belgrado segnò il goal del momentaneo 1 a 0 contro il Borussia Mönchengladbach nella finale di Coppa UEFA 1978-1979.
A metà della stagione 1984-1985 si trasferisce in Grecia, all'Olympiakos Pireo, dove rimane per altre due stagioni vincendo il campionato greco 1986-1987 e la Supercoppa di Grecia 1987.
All'inizio della stagione 1987-1988 rientra in Jugoslavia, ingaggiato dal Vojvodina Novi Sad con cui vince il campionato 1988-1989, per poi passare allo Zemun e chiudere la carriera all'OFK Belgrado.
Con la Nazionale jugoslava vanta 21 presenze e le partecipazioni ai Mondiali del 1982 e agli Europei del 1984.

## Palmarès

### Club
- Campionato jugoslavo: 5

Stella Rossa: 1976-1977, 1979-1980, 1980-1981, 1983-1984
Vojvodina: 1988-1989
- Coppa di Jugoslavia: 2

Stella Rossa: 1982, 1985
- Campionato greco: 1

Olympiakos: 1986-1987
- Supercoppe di Grecia: 1

Olympiakos: 1987

### Nazionale
- Campionato d'Europa Under-21: 1

1978
- Giochi del Mediterraneo: 1

 Spalato 1979